# Jabal Ghulayyil Khūn
Jabal Ghulayyil Khūn är ett berg i Förenade Arabemiraten.   Det ligger i emiratet Fujairah, i den nordöstra delen av landet, 220 kilometer nordost om huvudstaden Abu Dhabi. Toppen på Jabal Ghulayyil Khūn är 474 meter över havet, eller 98 meter över den omgivande terrängen. Bredden vid basen är 3,3 km.
Terrängen runt Jabal Ghulayyil Khūn är huvudsakligen kuperad, men åt sydost är den platt. Närmaste större samhälle är Khawr Fakkān, 14,6 kilometer söder om Jabal Ghulayyil Khūn.
Trakten runt Jabal Ghulayyil Khūn består i huvudsak av gräsmarker.